# Denyši
Denyši (ukrajinsky Дениші) je vesnice v Žytomyrském rajónu v Žytomyrské oblasti na Ukrajině. Vesnice má přibližně 1 400 obyvatel.

## Historie
Původní název vesnice byl Dunajec a první zmínky o ní jsou z 18. století. Roku 1911 zde byl postaven zámek rodu Tereščenků, který byl během Velké říjnové revoluce vyrabován a postupně dále chátral, dodnes se tak z něho dochovala pouze zřícenina.
Poblíž vesnice se natáčel seriál Slované.